# Amphoe Phra Phrom
Amphoe Phra Phrom (thailändisch อำเภอ พระพรหม) ist ein Landkreis (Amphoe – Verwaltungsdistrikt) im Zentrum der Provinz Nakhon Si Thammarat. Die Provinz Nakhon Si Thammarat liegt in der Südregion von Thailand, etwa 780 km südlich von Bangkok an der Ostküste der Malaiischen Halbinsel zum Golf von Thailand.

## Geographie
Benachbarte Bezirke (von Norden im Uhrzeigersinn): die Amphoe Mueang Nakhon Si Thammarat, Chaloem Phra Kiat, Ron Phibun und Lan Saka. Alle Amphoe liegen in der Provinz Nakhon Si Thammarat.

## Geschichte
Phra Phrom wurde am 30. April 1994 zunächst als Unterbezirk (King Amphoe) gegründet, indem vier Tambon vom Amphoe Mueang Nakhon Si Thammarat abgetrennt wurden.
Am 11. Oktober 1997 wurde Phra Phrom zum Amphoe heraufgestuft.

## Verwaltung

### Provinzverwaltung
Amphoe Phra Phrom ist in vier Gemeinden (Tambon) eingeteilt, welche wiederum in 38 Dörfer (Muban) unterteilt sind.
| \| Nr. \| Name \| Thai \| Muban \| Einw.[3] \| \| --- \| ------------ \| -------- \| ----- \| -------- \| \| 1. \| Na Phru \| นาพรุ \| 07 \| 08.071 \| \| 2. \| Na San \| นาสาร \| 07 \| 10.025 \| \| 3. \| Thai Samphao \| ท้ายสำเภา \| 12 \| 12.964 \| \| 4. \| Chang Sai \| ช้างซ้าย \| 12 \| 11.439 \| |              |          |       |        |
| Nr. | Name         | Thai     | Muban | Einw.  |
| 1. | Na Phru      | นาพรุ     | 07    | 08.071 |
| 2. | Na San       | นาสาร    | 07    | 10.025 |
| 3. | Thai Samphao | ท้ายสำเภา | 12    | 12.964 |
| 4. | Chang Sai    | ช้างซ้าย   | 12    | 11.439 |

### Lokalverwaltung
Es gibt eine Kleinstadt (Thesaban Tambon) im Landkreis:
- Na San (เทศบาลตำบลนาสาร) besteht aus dem ganzen Tambon Na San.

Außerdem gibt es drei „Tambon-Verwaltungsorganisationen“ (TAO, องค์การบริหารส่วนตำบล) für die Tambon im Landkreis, die zu keiner Stadt gehören.